# Vielist
Vielist ist ein Ortsteil der Gemeinde Grabowhöfe im Landkreis Mecklenburgische Seenplatte in Mecklenburg-Vorpommern (Deutschland).

## Geografie

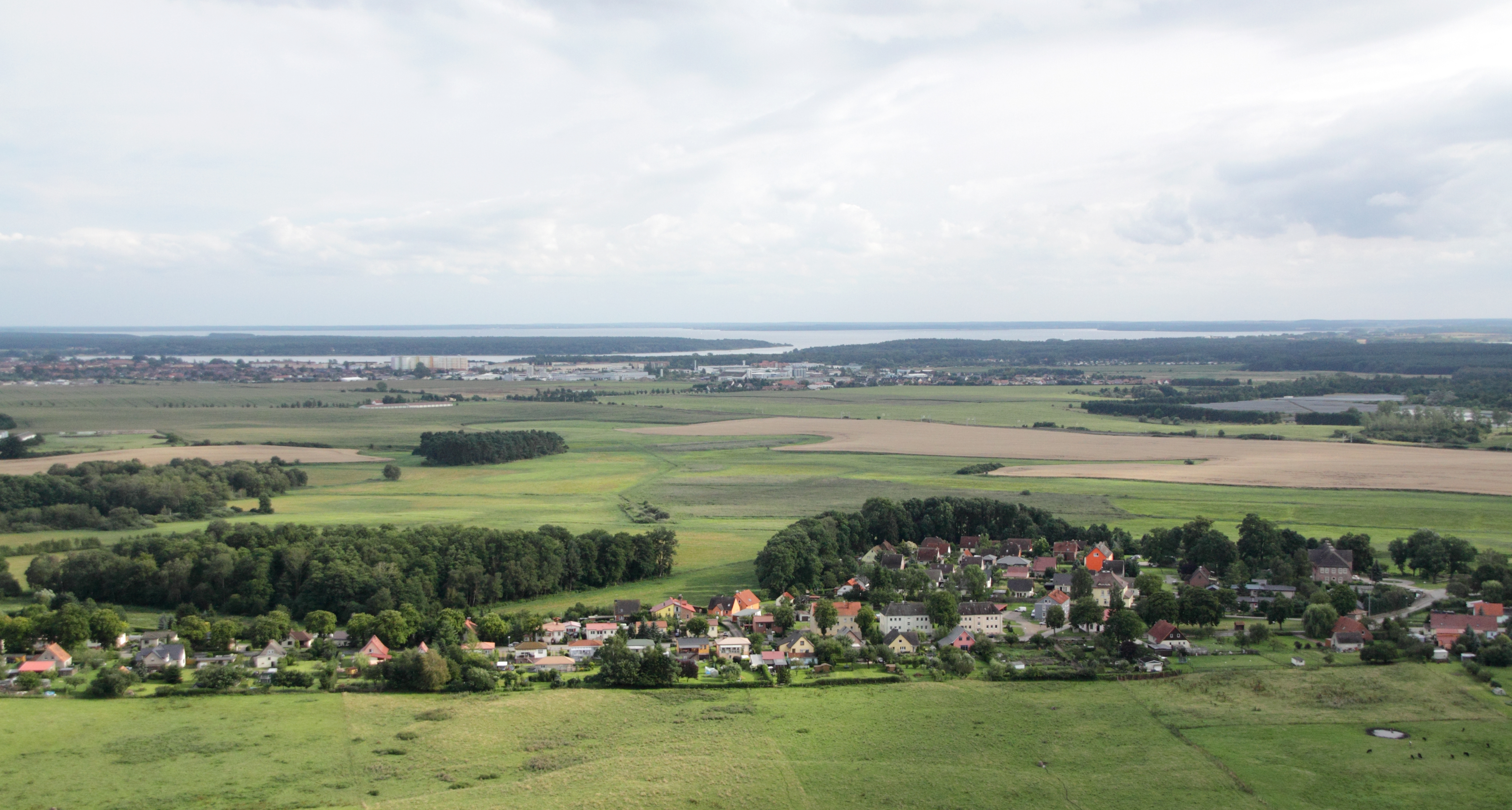
Luftbild

Vielist in der Mecklenburgischen Seenplatte liegt nordwestlich von Waren (Müritz).
Das hügelige (bis 107 m ü. NN), im Osten mit Wald bedeckte Endmoränengebiet der Gemarkung Vielist hat im Norden einen Anteil am Naturpark Mecklenburgische Schweiz und Kummerower See.

## Geschichte

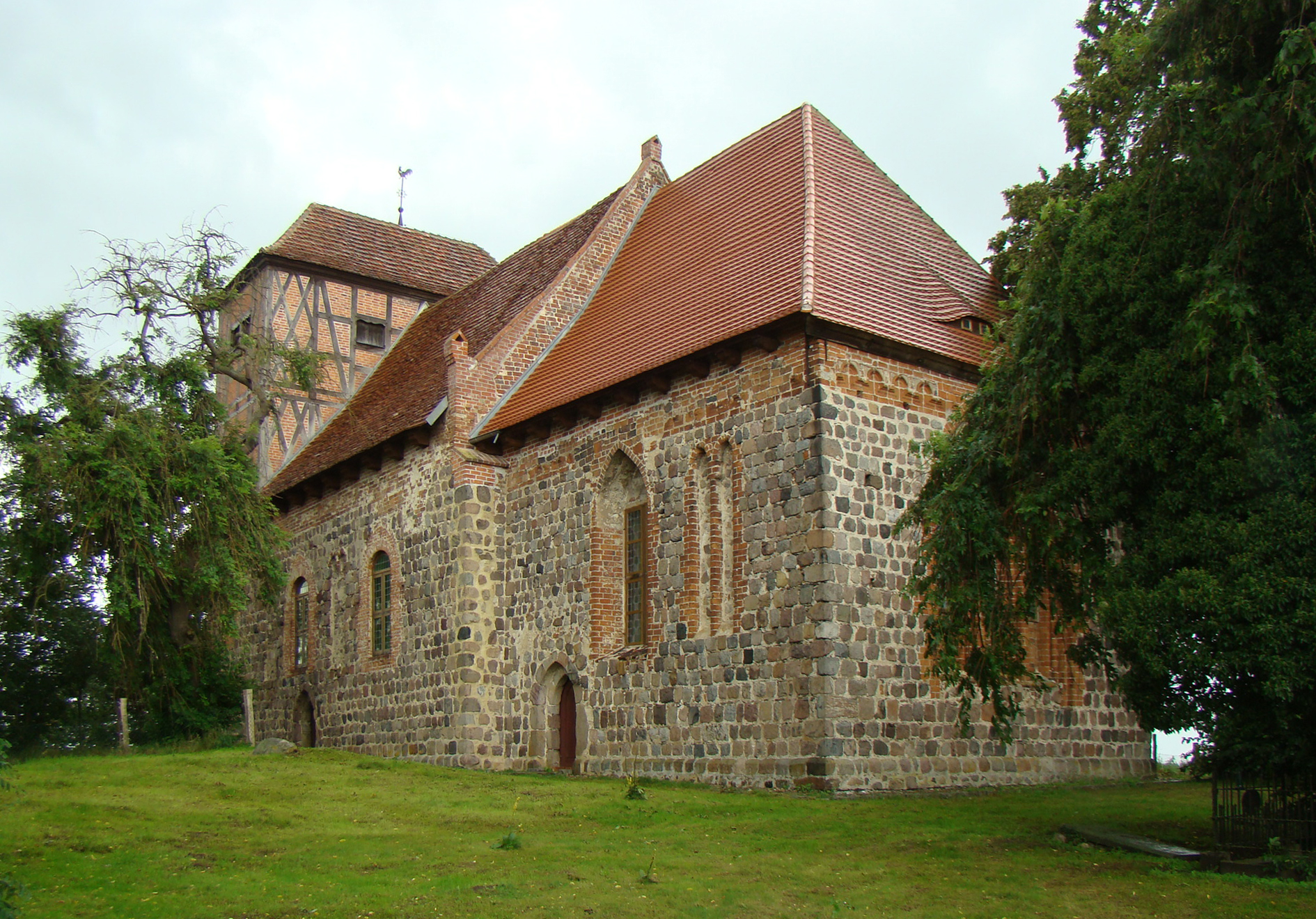
Kirche in Vielist

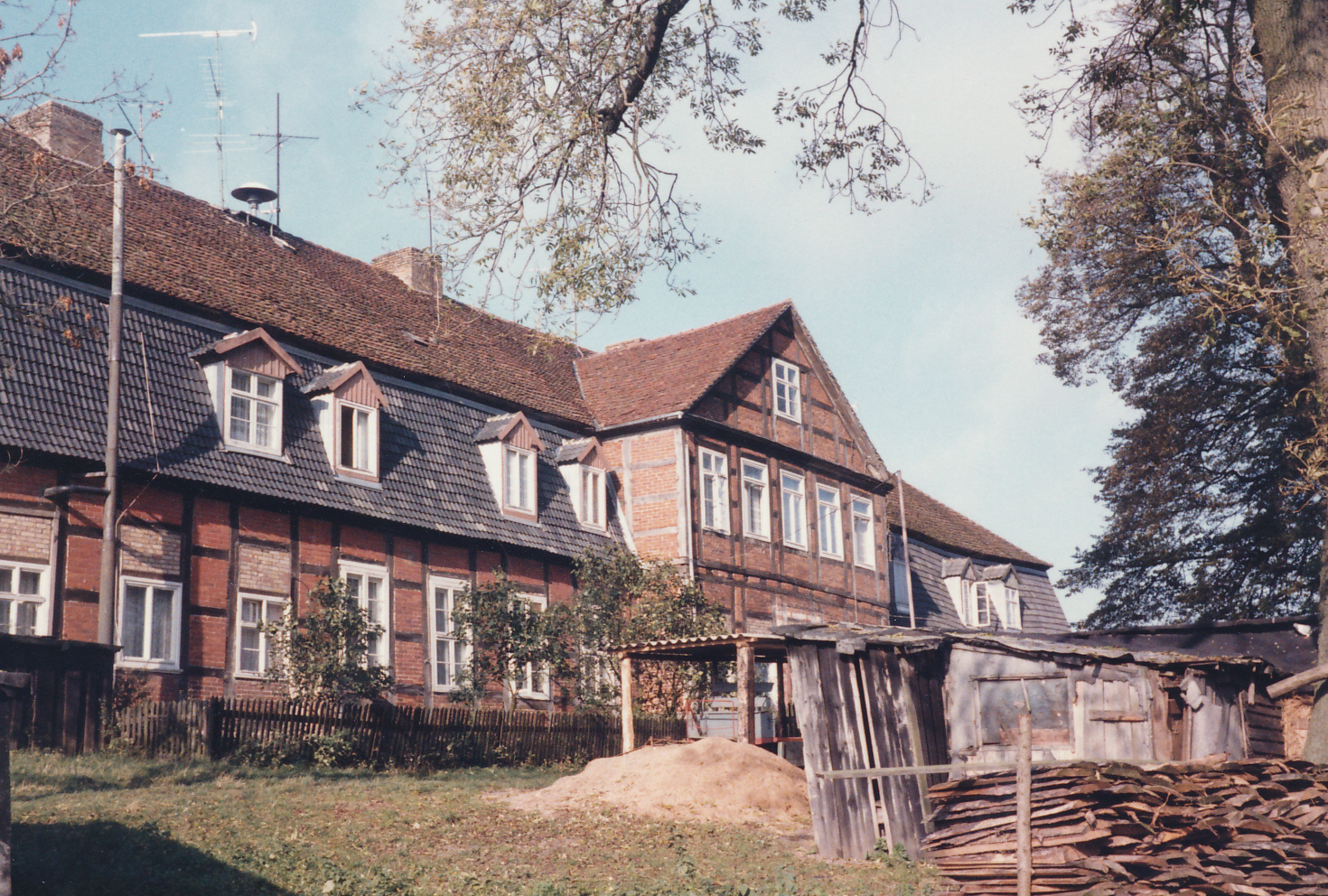
Fachwerkgutshaus Vielist, um 1980

1264 taucht Vielist erstmals in einer Urkunde auf. Die Feldsteinkirche des Dorfes stammt bereits aus dem Anfang des 13. Jahrhunderts, sie wurde um 1566 baulich verändert und erhielt um 1700 ihren Turmaufsatz in Fachwerkbauweise.
Im Dorf befindet sich noch das Herrenhaus der vormaligen Gutsanlage Vielist, das ab 1789 als Ständerfachwerkhaus auf alten Fundamenten und Kellern errichtet wurde. Ein voriges Gutshaus wurde bereits an gleicher Stelle auf zwei Kellern aus dem vermutlich 14. Jahrhundert und dem 16. Jahrhundert errichtet. Zum Bau des heutigen Gutshauses wurden Teile der ehemals vorhandenen Wassergräben im 18. Jahrhundert zugeschüttet und zum Bau eines weiteren Gewölbekellers genutzt. Ein Konzept, dieses historische Gebäude in Zusammenarbeit mit dem Denkmalschutz bis zum Jahre 2006 stilgerecht zu sanieren, scheiterte. Nachfolgende Besitzer ermöglichten jedoch eine schrittweise Sanierung des Gutshauses, das inzwischen wieder bewohnt wird.
Mit Wirkung vom 1. Januar 2013 wurde Vielist nach Grabowhöfe eingemeindet.
Durch den Eigenheimbau hat sich Vielist in den vergangenen Jahren zu einem attraktiven Ort mit niedrigem Altersdurchschnitt entwickelt.

## Politik

### Wappen
| Wappen von Vielist | Blasonierung: „Unter blauem Schildhaupt, darin ein herfliegendes silbernes Segelflugzeug, in Gold ein rotes Zahnrad belegt mit einer goldenen Ähre.“ |
| Wappen von Vielist | Wappenbegründung: In dem Wappen steht das Segelflugzeug für den 1966/67 errichteten Flugplatz Waren/Vielist und die dort seither betriebene Sportfliegerei sowie für die dort erfolgten Rundflüge. Mit dem Zahnrad wird Bezug genommen auf die in neuerer Zeit erfolgte Ansiedlung gewerblicher Unternehmen, wie ein Stahlbaubetrieb und Betriebe des Hoch-, Tief- und Straßenbaus. Die Ähre verweist auf den traditionellen Haupterwerbszweig der Einwohner, die Landwirtschaft. Das Wappen und die Flagge wurde von dem Schweriner Heraldiker Heinz Kippnick gestaltet. Es wurde zusammen mit der Flagge am 30. März 2007 durch das Ministerium des Innern genehmigt und unter der Nr. 310 der Wappenrolle des Landes Mecklenburg-Vorpommern registriert. |

### Flagge

Die Flagge ist gleichmäßig längs gestreift von Gelb und Blau. In der Mitte des Flaggentuchs liegt, auf jeweils zwei Drittel der Höhe des gelben und des blauen Streifens übergreifend, das Gemeindewappen. Die Höhe des Flaggentuchs verhält sich zur Länge wie 3:5.

## Kultur
Die 1948 gegründete, örtliche Freiwillige Feuerwehr spielt im Vereinsleben des Ortes eine große Rolle. Alljährlich organisieren Bürger, Vereine und die Gemeindevertretung in Vielist ein Dorffest. Der Karnevalclub CCV Vielist sorgt jedes Jahr für ein buntes Treiben im Dorf. Für Veranstaltungen werden die zentral gelegene Festwiese des Dorfes und das Vereinshaus genutzt.

## Wirtschaft und Infrastruktur
Neben der Landwirtschaft prägen einige gewerbliche Unternehmen das Bild des Ortes. So haben sich etliche klein- und mittelständische Dienstleistungsbetriebe niedergelassen. In der Dorfmitte sind eine Kinder- und Jugendbegegnungsstätte sowie das Vereinshaus mit Pension zu finden.

### Verkehrsanbindung
Durch das Ortsgebiet führt die Bundesstraße 108 von Waren (Müritz) nach Teterow. Ein Buslinienverkehr ist ganzjährig neben dem Schülerverkehr verfügbar. Der nächste Bahnhof befindet sich im nahen Waren (Müritz) (Bahnanschlüsse nach Berlin, Rostock und Parchim).
Nordöstlich von Vielist befindet sich der Sportflugplatz Waren/Vielist. Vielist ist auf einem Radweg entlang der B 108 aus Richtung Waren (Müritz) erreichbar.

## Persönlichkeiten
- Senno Salzwedel (* 24. August 1959 in Waren (Müritz); † 27. Oktober 2023) war deutscher Gewichtheber und wohnte viele Jahre in Vielist. Er war Weltmeister 1985 im Stoßen und Vize-Weltmeister 1981 im Zweikampf im Superschwergewicht.